# Tempestade tropical Nangka (2009)
A tempestade tropical Nangka (designação internacional: 0904, designação do JTWC: 04W, designação filipina: Feria) foi um ciclone tropical que afetou as Filipinas e o sudeste da China durante a terceira semana de junho de 2009.
Nangka formou-se de uma área de perturbações meteorológicas a leste das Filipinas em 22 de junho. Seguindo para oeste-noroeste, o sistema se tornou uma tempestade tropical no dia seguinte. Horas mais tarde, Nangka começou a seguir sobre o arquipélago filipino, afetando principalmente as ilhas da região central do arquipélago. Após cruzar o arquipélago, Nangka alcançou o mar da China Meridional, mas não conseguiu se intensificar devido às condições meteorológicas abaixo do ideal. Com isso, nangka logo atingiu seu pico de intensidade, com ventos máximos sustentados de 75 km/h, segundo a Agência Meteorológica do Japão, ou 85 km/h, segundo o JTWC. Em 26 de junho, Nangka se enfraqueceu para uma depressão tropical logo antes de alcançar a costa sudeste da China. Após cruzar a costa, Nangka se dissipou rapidamente sobre terra.
Nangka causou chuvas torrenciais sobre boa parte das Filipinas. Pelo menos 21 pessoas morreram como consequência das fortes tempestades que assolaram a região durante a passagem do ciclone. Os prejuízos na agricultura e na infraestrutura do país totalizaram 4,3 milhões de dólares. Na China, Nangka não causou efeitos consideráveis.

## História meteorológica

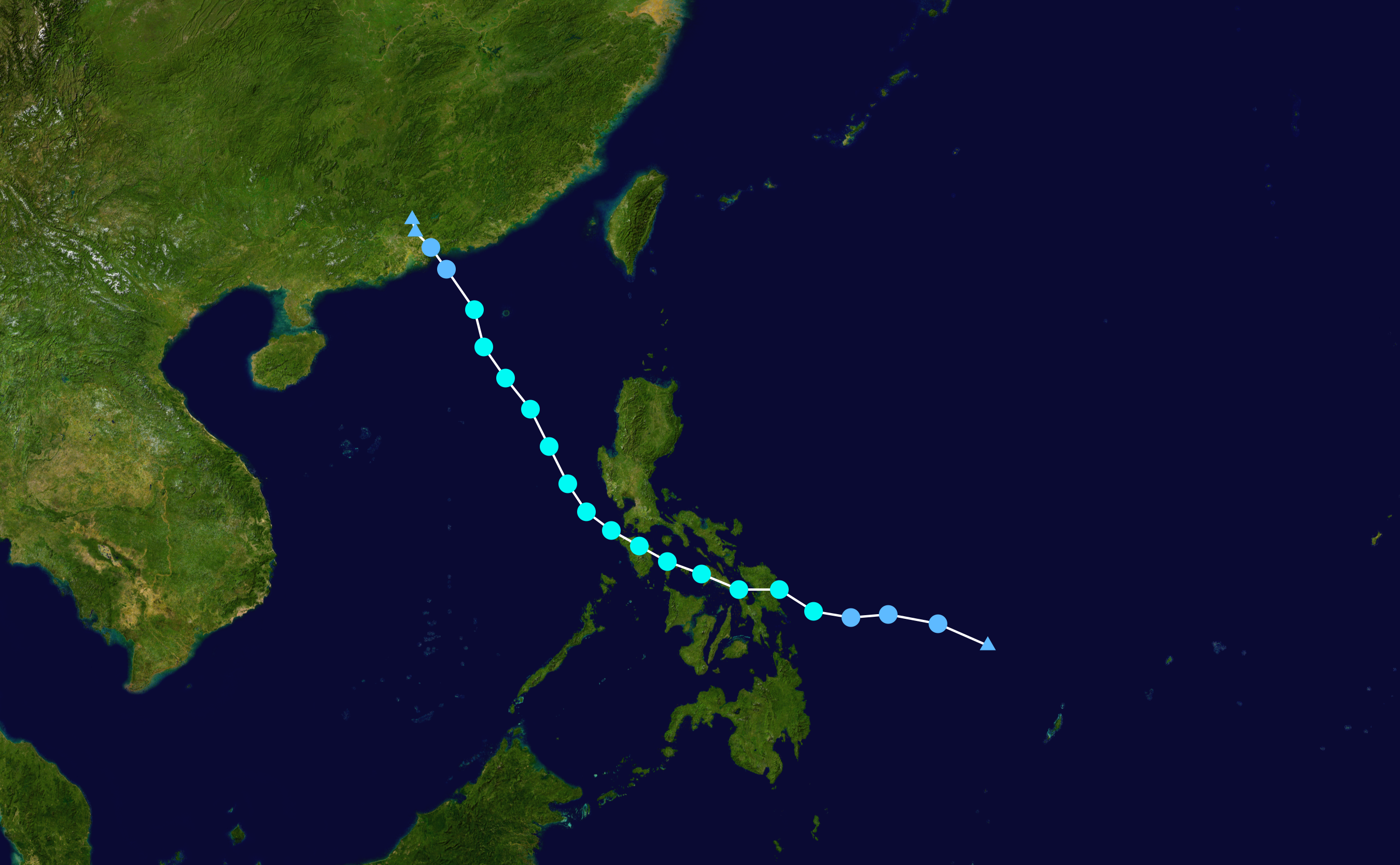
O caminho de Nangka

Nangka originou-se de uma área de perturbações meteorológicas que começou a formar uma circulação ciclônica de baixos níveis em 18 de junho, a cerca de 140 km a noroeste de Chuuk, Micronésia. Porém, o sistema não foi capaz de continuar a se dissipar, e a sua monitoração foi descontinuada em 20 de junho. No entanto, o sistema emetrológico voltou a formar uma circulação ciclônica de baixos níveis no final da noite de 21 de junho, sendo, portanto, monitorado novamente. Com boas condições meteorológicas, tais como baixo cisalhamento do vento, novas áreas de convecção profunda começaram a se formar em torno do centro ciclônico. O sistema continuou a se organizar, e horas depois, o Joint Typhoon Warning Center (JTWC), órgão da Marinha dos Estados Unidos responsável pela monitoração de ciclones tropicais, emitiu um Alerta de Formação de Ciclone Tropical (AFCT) sobre o sistema, que significava que a perturbação poderia se tornar um ciclone tropical significativo entre 12 a 24 horas. A Agência Meteorológica do Japão, agência meteorológica designada pela Organização Meteorológica Mundial (OMM) para a monitoração de ciclones tropicais no Oceano Pacífico Noroeste, notou a evolução do sistema e o classificou para uma depressão tropical ao meio-dia (UTC) de 22 de junho. Com a contúnia consolidação do centro ciclônico de baixos níveis do sistema, o JTWC também classificou o sistema para uma depressão tropical horas mais trade, atribuindo-lhe a designação "04W".

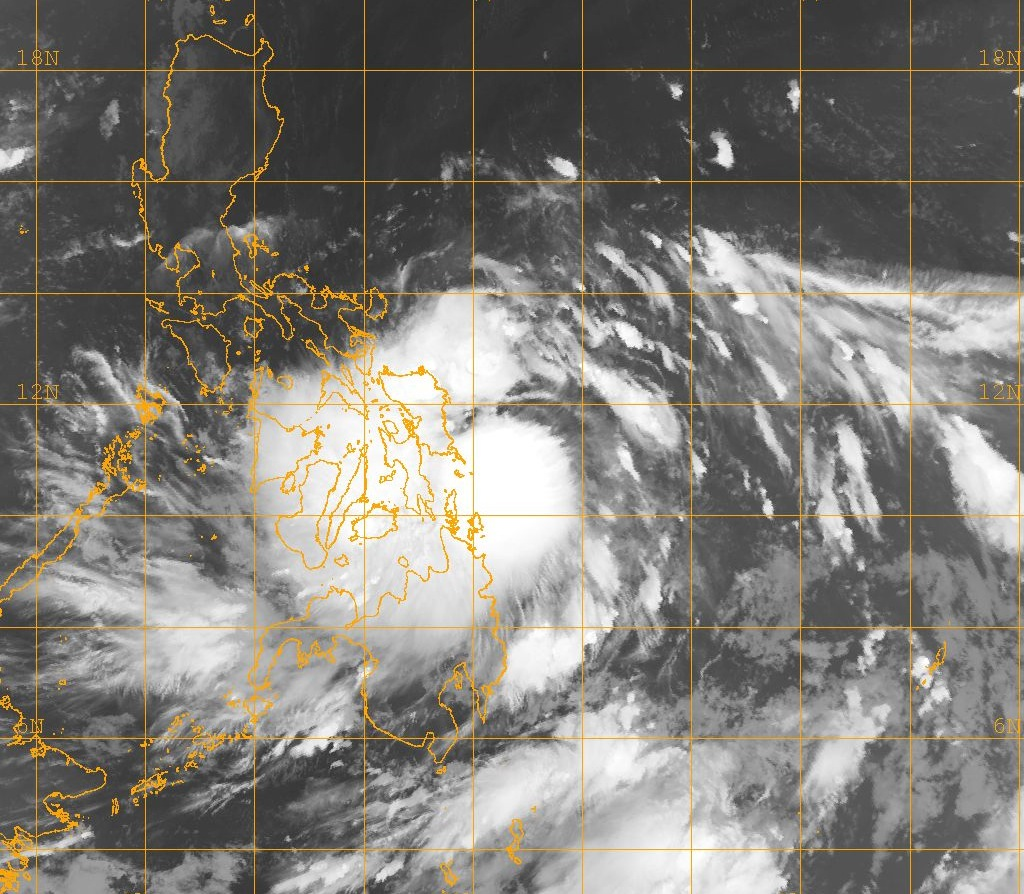
Nangka atingindo a ilha de Samar, leste das Filipinas

Naquela noite (UTC), a Administração de Serviços Atmosféricos, Geofísicos e Astronômicos das Filipinas (PAGASA) também classificou o sistema para uma depressão, e lhe atribuiu o nome filipino de “Feria”. Durante a madrugada do dia seguinte, o JTWC classificou a depressão para uma tempestade tropical. A AMJ notou a contínua intensificação do sistema, e ainda naquela manhã (UTC), a agência também classificou o sistema para uma tempestade tropical, atribuindo-lhe o nome “Nangka”, nome submetido à lista de nomes dos tufões pela Malásia, e significa jaca em língua malaia. Horas mais tarde, seguindo para oeste-noroeste, Nangka fez landfall na ilha de Samar, leste das Filipinas, com ventos máximos sustentados de 65 km/h. Nangka não conseguiu se intensificar mais devido à interação de sua circulação ciclônica de baixos níveis com o Arquipélago Filipino. Seguindo para oeste-noroeste e para noroeste, Nangka logo alcançou o mar da China Meridional. Mesmo sobre águas abertas, a tempestade não conseguiu se intensificar devido às condições meteorológicas desfavoráveis, tais como moderado a alto cisalhamento do vento na região. Com isso, Nangka logo alcançou seu pico de intensidade, com ventos máximos sustentados de 65 km/h, segundo a AMJ, ou 75 km/h, segundo o JTWC, que usa um método diferente na medição de ventos máximos sustentados de ciclones tropicais.
Continuando a seguir para noroeste sobre o mar da China Meridional, Nangka começou a se enfraquecer gradualmente, e ao meio-dia (UTC) de 26 de junho, o JTWC desclassificou o sistema para uma depressão tropical. Cerca de seis horas depois, Nangka fez landfall na costa da província chinesa de Guangdong (Cantão), com ventos máximos sustentados de 65 km/h, segundo a AMJ. Naquele momento, a agência japonesa também desclassificou Nangka para uma depressão tropical e emitiu seu aviso final sobre o sistema. Ainda naquela noite (UTC), o JTWC emitiu seu aviso final sobre Nangka assim que o sistema remanescente do ciclone seguia para o interior chinês.

## Preparativos e impactos

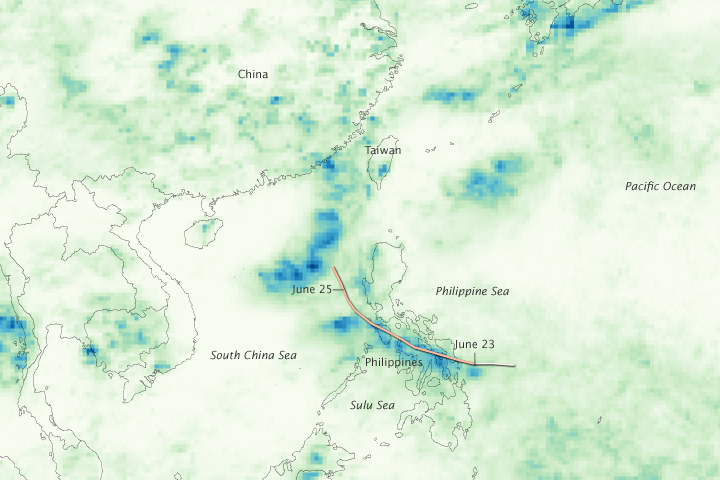
Mapa do mar da China Meridional representando a precipitação acumulada entre 18 e 25 de junho de 2009. As áreas em azul tem os maiores acumulados, que coincide com a trajetória de Nangka pela região

Na província filipina de Samar Oriental, mais de 800 pessoas ficaram impedidas de transitar pelas ilhas do arquipélago devido à suspensão dos serviços de balsas e de barcos de passageiros na região. Fortes ventos derrubaram uma grande árvore, destruindo o telhado de uma casa e danificando outros três carros. Fortes e severas tempestades formaram-se ao longo da parte externa de Nangka. Nas cidades de San Pascual, Bauan e Batangas, uma tempestade com enormes granizos causou estragos. Segundo relatos, os residentes de tais cidades nunca tinham visto queda de granizo antes. Além disso, a tempestade gerou um tornado que afetou um “barangay” (bairro filipino) na cidade de Bauan. O tornado, extremamente raro na região, derrubou algumas árvores e danificou residências. As chuvas fortes causadas por esta tempestade também causaram inundações, que chegaram a altura da linha da cintura, em várias regiões do sul da ilha de Luzon. Relatos posteriores confirmaram que o tornado destruiu 23 residências. Em Cebu, uma pessoa foi morta e outras sete ficaram desaparecidas após fortes tempestades. Pelo menos 500 pessoas ficaram desabrigadas pela tempestade. Em Cavite, mais de 7.000 pessoas ficaram impedidas de prosseguir viagem nos portos devido às fortes chuvas e ventos associados a Nangka; no porto da cidade, as ondas ultrapassaram 4 metros em altura. Em Albay, mais de 300 barcos de passageiros ficaram impedidos de navegar no porto da cidade. Em Navotas e em Malabon, o rio que corta tais cidades foi afetado pela maré de tempestade associada à tempestade, que chegou a quase um metro acima do nível normal, o que já foi o suficiente para destruir um dique que protegia a cidade de Malabon.
Pelo menos outros quatro tornados foram relatados nas Filipinas. No total, mais de 45.000 pessoas ficaram desabrigadas no país, segundo que 4.000 recorreram a abrigos emergenciais governamentais. O total de fatalidades chegou a 21, sendo que cinco morreram quando um tornado tocou ao chão na província de Quezon. Mais de 7.000 residências foram danificadas por Nangka, sendo que mais de 800 foram totalmente destruídas. Os prejuízos totais no país chegaram a 204,5 milhões de pesos filipinos (4,3 milhões de dólares – valores em 2009), sendo que quase 150 milhões de pesos filipinos foram contabilizados na agricultura.
Nangka atingiu a costa da província chinesa de Guangdong com ventos de até 65 km/h. Porém, nenhum impacto sério foi relatado em associação à tempestade.